# Myriam Boyer
Pour les articles homonymes, voir Boyer.
Myriam Boyer, née le 23 mai 1948 dans le 2e arrondissement de Lyon, est une actrice française.
Elle est la mère des acteurs Clovis Cornillac et Arny Berry.

## Biographie

### Jeunesse et débuts
Myriam Boyer naît à Lyon dans un milieu très pauvre de parents séparés. Sa mère est malade et handicapée et son père, alcoolique et violent, vit dans une roulotte ; petite, elle le suit dans les cafés de la Mulatière le dimanche et danse sur les tables. 
Elle commence à travailler dès seize ans comme dactylo-facturière (chez Peugeot ou dans les soieries lyonnaises). À dix-sept ans, elle se brûle au troisième degré avec de la cire alors qu'elle est employée chez un bijoutier. 
Pendant sa convalescence, elle se rend au théâtre du Cothurne de Marcel Maréchal qui vient de se monter tout près de chez elle, et s'y fait embaucher pour de la figuration. Elle prend des cours de théâtre au théâtre de la Cité de Villeurbanne (qui devient le TNP en 1972) puis est remarquée par Agnès Varda[réf. nécessaire].

### Carrière

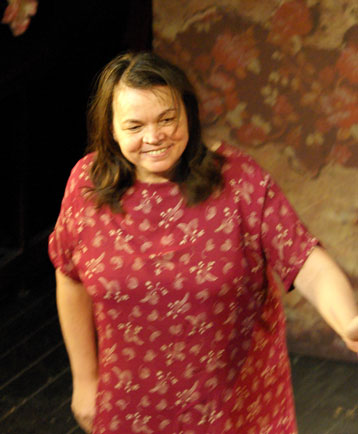
La Vie devant soi au théâtre Marigny (Paris) le 17 février 2008.

Entre 1968 et 1972, elle tient ses premiers rôles à l'écran, notamment dans Les Enquêtes du commissaire Maigret et Les Cinq Dernières Minutes. À cette époque, elle est dactylo et dit se rappeler qu'elle a, en une nuit de tournage, gagné le salaire d'un mois de dactylographe.
En 1973, elle tourne dans L'Événement le plus important depuis que l'homme a marché sur la Lune, de Jacques Demy.
Elle poursuit une carrière mêlant cinéma, télévision et théâtre : en 1979, on la voit dans Série noire d'Alain Corneau, où elle interprète le rôle de l'épouse du personnage joué par Patrick Dewaere, ce qui lui vaut une nomination au César de la meilleure actrice dans un second rôle.
En 1989, elle accompagne son fils dans un de ses premiers rôles à la télévision, dans un épisode de Pause-café pause-tendresse ; elle joue le rôle de la mère du jeune drogué à l'héroïne interprété par son fils âgé de 21 ans.
En 1997, elle obtient le Molière de la comédienne pour Qui a peur de Virginia Woolf ? d'Edward Albee.

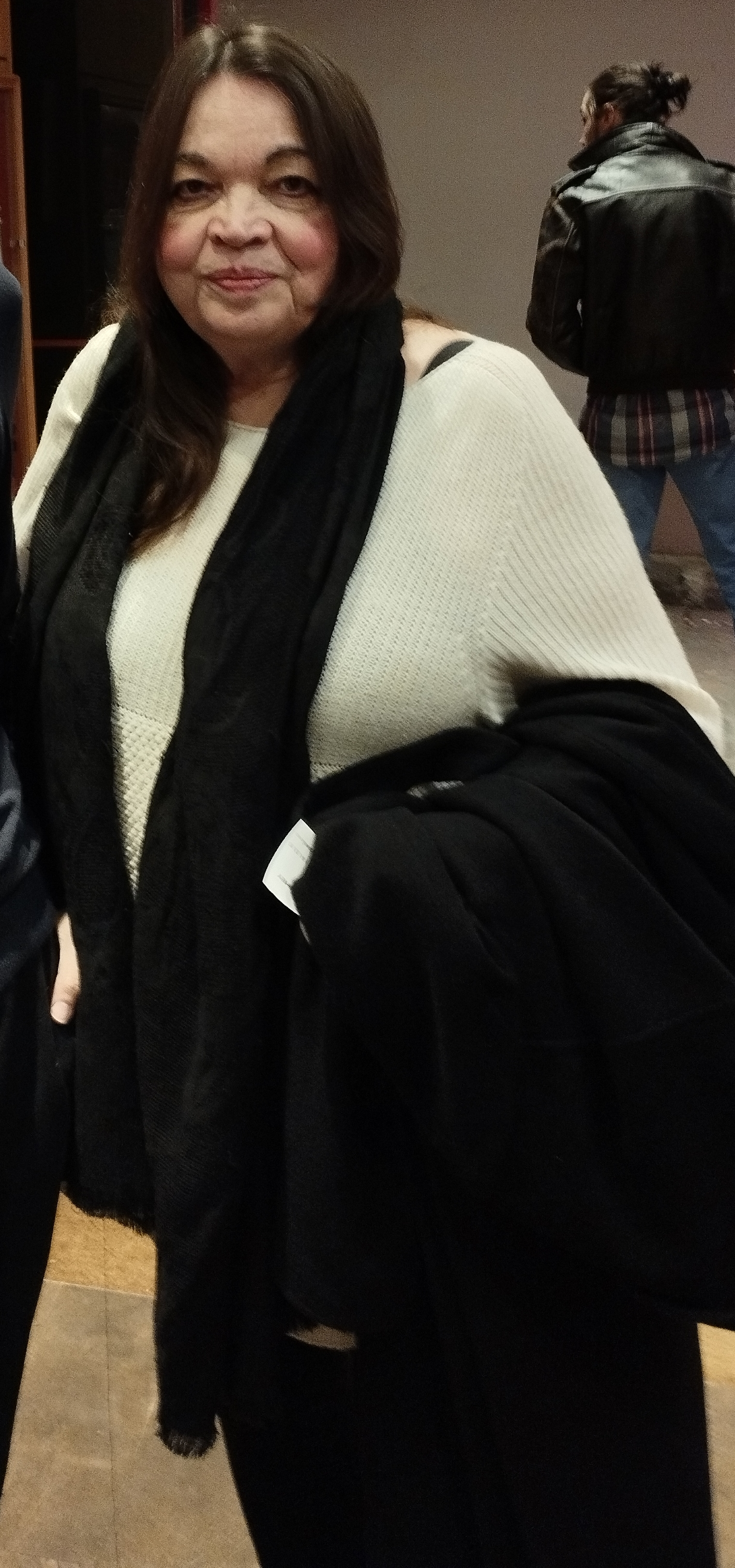
Myriam Boyer au théâtre de Poche-Montparnasse en décembre 2023.

En 2006, elle reçoit le prix Reconnaissance des cinéphiles pour l'ensemble de sa carrière décerné à Puget-Théniers (Alpes-Maritimes) par l'association Souvenance de cinéphiles.
En 2008, elle reçoit un second Molière pour La Vie devant soi d'après le roman de Romain Gary, mise en scène de Didier Long, au théâtre Marigny, pièce également primée par le Molière du théâtre privé et le Molière de l'adaptateur.
En décembre 2009, elle apparaît dans Le Bruit des glaçons de Bertrand Blier.

### Vie privée
À 18 ans, elle épouse l'acteur et metteur en scène Roger Cornillac ; leur fils Clovis naît le 16 août 1968. 
Elle épouse, en secondes noces, le cinéaste américain John Berry le 4 août 1978 à Vaison-la-Romaine ; leur fils Arny Berry naît en 1982. John Berry est mort en 1999.
En 2010, elle épouse l'acteur Philippe Vincent.

### Engagements
En décembre 2023, elle est signataire de la tribune controversée N'effacez pas Gérard Depardieu visant notamment à défendre la présomption d'innocence de Gérard Depardieu, alors accusé de viol, agression sexuelle et harcèlement sexuel. 
Elle explique à propos de sa signature : « Je n'ai pas signé pour (le) soutenir par rapport à ce qu'il a fait. Mais le lynchage me rend dingue. Et pour une bonne raison : j'ai été mariée avec un homme qui s'appelait John Berry et qui était une victime du maccarthysme. Donc, je sais ce que c’est d'être dans des moments où une société peut déconner grave. » En même temps, elle réaffirme son adhésion au féminisme : « En tant que féministe je crois que je peux la ramener, parce que je suis une féministe de la première heure, et dans ma vie j'ai donné toutes les preuves de ça. »

## Théâtre
- 1967 : Le Dernier Adieu d’Armstrong de John Arden, mise en scène Jacques Rosner, théâtre de la Cité de Villeurbanne
- 1967 : Bleus, blancs, rouges ou les Libertins   de Roger Planchon, mise en scène Roger Planchon, théâtre de la Cité de Villeurbanne
- 1967 : Richard III de William Shakespeare, mise en scène Roger Planchon, théâtre de la Cité de Villeurbanne
- 1969 : Un chapeau de paille d'Italie  d'Eugène Labiche, mise en scène Henri Vart, théâtre des Célestins : la femme de chambre de la baronne
- 1970 : Deux ou trois don Juan, spectacle-collage d'après Nikolaus Lenau, cloître des Carmes (Festival d'Avignon), mise en scène Michel Berto
- 1983 : Combat de nègre et de chiens de Bernard-Marie Koltès, mise en scène Patrice Chéreau, théâtre Nanterre-Amandiers puis TNP Villeurbanne
- 1987 : Le Suicidé de Nikolaï Erdman, adaptation Michel Vinaver, mise en scène Claude Stratz, Comédie de Genève puis théâtre Nanterre-Amandiers
- 1987 : Hello and Goodbye de Athol Fugard, mise en scène John Berry, théâtre Mouffetard - également productrice
- 1988 : Réveille-toi, Philadelphie ! de François Billetdoux, mise en scène Jorge Lavelli, théâtre national de la Colline
- 1988 : Woyzeck de Georg Büchner, mise en scène Daniel Benoin, Comédie de Saint-Étienne
- 1989 : La Mort de Danton de Georg Büchner, mise en scène Klaus Michael Grüber, théâtre Nanterre-Amandiers, TNP Villeurbanne, Maison de la Culture de Grenoble et Comédie de Caen
- 1990 : La Bonne Âme du Se-Tchouan de Bertolt Brecht, mise nen scène Bernard Sobel, théâtre de Gennevilliers
- 1990 : Rixe de Jean-Claude Grumberg, mise en scène Bruno Boëglin
- 1991 : Roberto Zucco de Bernard-Marie Koltès, mise en scène Bruno Boëglin, TNP Villeurbanne
- 1992 : Dîner de textes, mise en scène Jacques Bonnaffé, Opéra Bastille
- 1993 : Demain une fenêtre sur rue de Jean-Claude Grumberg, mise en scène Jean-Paul Roussillon, théâtre national de la Colline
- 1994 : Ideal fleurs de Michel Jourdheuil, mise en scène Jean-Paul Muel
- 1995 : Le Faucon de Marie Laberge, mise en scène Gabriel Garran
- 1995 : Celle-là de Daniel Danis, mise en scène Alain Françon, CDN de Savoie
- 1995 : Le Retour au désert de Bernard-Marie Koltès, mise en scène Jacques Nichet, théâtre des 13 vents à l'Opéra Comédie de Montpellier
- 1996 : Qui a peur de Virginia Woolf ? d'Edward Albee, mise en scène John Berry, théâtre de la Gaîté-Montparnasse
- 1998 : Tchin Tchin de François Billetdoux, mise en scène Marcel Maréchal, théâtre du Rond-Point
- 1999 : Viol de Danièle Sallenave, mise en espace Brigitte Jaques-Wajeman, Festival d'Avignon
- 2000 : Le Boomerang de Bernard Da Costa, mise en scène Myriam Boyer
- 2001 : Mourir en Messidor de Raymond Léopold Bruckberger, mise en scène Stéphane Hillel, théâtre des Célestins
- 2001 : Tableau d'une exécution de Howard Barker, mise en scène Hélène Vincent, théâtre du Gymnase (Marseille), Le Quartz, Nouveau théâtre d'Angers, théâtre de la Cité TNT, théâtre des Célestins et tournée
- 2002 : Tableau d'une exécution de Howard Barker, mise en scène Hélène Vincent, tournée
- 2002 : Misery de Simon Moore d’après Stephen King, mise en scène Daniel Benoin, théâtre national de Nice
- 2003 : Médée Kali de Laurent Gaudé, mise en scène Philippe Calvario, théâtre du Rond-Point
- 2003 : Viol de Danièle Sallenave, mise en scène Brigitte Jaques-Wajeman, théâtre du Rond-Point
- 2005 : Slogans pour 343 actrices de Maria Soudaïeva et Antoine Volodine, mise en scène Bérangère Bonvoisin
- 2005 : Les Monologues du vagin d'Eve Ensler, mise en scène Isabelle Rattier
- 2005-2007 : Je viens d'un pays de neige d'Anne Jolivet, théâtre Déjazet puis théâtre de l'Œuvre et Vingtième Théâtre en 2007
- 2006 : A Woman of Mystery de John Cassavetes, mise en scène Marc Goldberg
- 2007-2008 : La Vie devant soi de Romain Gary, mise en scène Didier Long, théâtre Marigny puis théâtre de l'Œuvre
- 2010 : Désolé pour la moquette de Bertrand Blier, mise en scène de l'auteur, théâtre Antoine ; reprise en 2012 au théâtre du Gymnase de Marseille
- 2012-2013 : Riviera d'Emmanuel Robert-Espalieu, mise en scène Gérard Gelas, théâtre du Chêne noir (Festival d'Avignon) puis théâtre du Petit Montparnasse
- 2014 : Chère Elena de Ludmilla Razoumovskaïa, mise en scène Didier Long, Poche-Montparnasse
- 2015-2016 : Le Chat de Georges Simenon, mise en scène Didier Long, théâtre Tête d'or puis théâtre de l'Atelier
- 2018 : Misery de Stephen King et William Goldman, mise en scène Daniel Benoin, théâtre Hébertot
- 2019 : Louise au parapluie d'Emmanuel Robert-Espalieu, mise en scène de l'auteur, théâtre des Gémeaux Festival Off d'Avignon
- 2020 : La Maison de Bernarda Alba de Federico García Lorca, mise en scène Yves Beaunesne, Comédie Poitou-Charentes et tournée
- 2023-2024 : Juste un souvenir, récital, mise en scène Gérard Vantaggioli, Poche-Montparnasse

et aussi :
- Falstaff de William Shakespeare, mise en scène Marcel Maréchal
- L’Otage de O’Brian, mise en scène Matthias Langhoff
- Dom Juan de Molière, mise en scène Stellio Lorenzi
- Le Bourreau du Pérou de Georges Ribemont-Dessaignes, mise en scène Gisèle Tavet, compagnie de la Croix-Rousse

## Filmographie

### Cinéma

#### En tant qu'actrice
- 1973 : L'Événement le plus important depuis que l'homme a marché sur la Lune de Jacques Demy : Ninon Barbeau
- 1974 : L'Ombre d'une chance de Jean-Pierre Mocky : Sophie
- 1974 : Vincent, François, Paul… et les autres de Claude Sautet : Laurence
- 1974 : Les bidasses s'en vont en guerre de Claude Zidi : une fille à la ferme
- 1974 : Le Voyage d'Amélie de Daniel Duval : Solange
- 1975 : Le Triangle écorché de Pierre Kalfon : Edmée
- 1975 : Il pleut toujours où c'est mouillé de Jean-Daniel Simon : Marianne
- 1976 : Né pour l'enfer (Born for Hell) de Denis Héroux : Leila
- 1976 : Jonas qui aura 25 ans en l'an 2000 d'Alain Tanner : Mathilde
- 1977 : La Communion solennelle de René Féret : Léone Gravet
- 1977 : Le Vieux Pays où Rimbaud est mort de Jean Pierre Lefebvre : Jeanne
- 1978 : L'Hôtel de la plage de Michel Lang : Aline Dandrel
- 1978 : Vas-y maman de Nicole de Buron : Alice
- 1979 : Série noire d'Alain Corneau : Jeanne
- 1979 : Laisse-moi rêver de Robert Ménégoz : Françoise
- 1983 : Sarah dit… Leila dit… de Frans Buyens : Sarah
- 1984 : Viva la vie de Claude Lelouch : Pauline
- 1985 : Le Voyage à Paimpol de John Berry : Maryvonne - également productrice exéctutive
- 1986 : Golden Eighties de Chantal Akerman : Sylvie
- 1988 : Il y a maldonne de John Berry : la mère de Marco - également productrice exécutive
- 1989 : Trop belle pour toi de Bertrand Blier : Geneviève
- 1990 : Uranus de Claude Berri : Mme Gaigneux
- 1991 : Tous les matins du monde d'Alain Corneau : Guignotte
- 1992 : Le Visionarium de Jeff Blyth : 9-Eyes
- 1992 : Un cœur en hiver de Claude Sautet : Mme Amet
- 1993 : La Sieste (court métrage) de François Koltès
- 1993 : Un deux trois soleil de Bertrand Blier : Daniela Laspada
- 1995 : La Poudre aux yeux de Maurice Dugowson : l'ophtalmo
- 1995 : Le Plus Bel Âge de Didier Haudepin : la mère de Bertrand
- 1998 : La Mère Christain de Myriam Boyer
- 2000 : T'aime de Patrick Sébastien : Christine
- 2002 : Laisse tes mains sur mes hanches de Chantal Lauby : La concierge
- 2003 : Le Télégramme (court métrage) de Coralie Fargeat
- 2004 : Peurs (court métrage) de Myriam Boyer
- 2004 : Marie sans adieu (court métrage) de Philippe Larue
- 2006 : Itinéraires de Christophe Otzenberger : Mme Chougny
- 2006 : Vivat (qu'il vive) de Gilles Deroo
- 2007 : Roman de gare de Claude Lelouch : La mère d'Huguette
- 2008 : L'Instinct de mort de Jean-François Richet : la mère de Jacques Mesrine
- 2008 : L'Ennemi public n° 1 de Jean-François Richet : la mère de Jacques Mesrine
- 2009 : Mensch de Steve Suissa : Emma Hazak
- 2010 : Le Bruit des glaçons de Bertrand Blier : le cancer de Louisa
- 2011 : Monsieur Papa de Kad Merad : Mme Benchetrit
- 2012 : Upside Down de Sylvain Desclous : Mado
- 2014 : Je me tue à le dire de Xavier Seron : Monique Peneud
- 2017 : L'Amant double de François Ozon : Rose
- 2018 : Les Vieux Fourneaux de Christophe Duthuron : Berthe Goitreux
- 2019 : Traverser la nuit (court métrage) de Johann G. Louis
- 2020 : Jeanne (court métrage) de Fabien Remblier : Jeanne
- 2021 : C'est magnifique ! de Clovis Cornillac : Félicie Fontaine
- 2022 : Les Vieux Fourneaux 2 : Bons pour l'asile de Christophe Duthuron : Berthe Goitreux
- 2022 : Chœur de rockers d'Ida Techer et Luc Bricault : Nicole
- 2023 : Mon crime de François Ozon : La concierge
- 2025 : Haut les mains de Julie Manoukian : La voisine

#### En tant que réalisatrice
- 1998 : La Mère Christain - également scénariste et productrice
- 2004 : Peurs (court métrage) - également scénariste

### Télévision

#### En tant qu'actrice

##### Téléfilms
- 1968 : Les Mésaventures de Jean-Paul Choppart d’Yves-André Hubert
- 1970 : Nausicaa de Agnès Varda
- 1972 : Les Évasions célèbres : Latude ou l'Entêtement de vivre de Jean-Pierre Decourt
- 1972 : Le Rendez-vous des Landes de Pierre Gautherin
- 1972 : La Tuile à loups de Jacques Ertaud : Maryse
- 1972 : Pouchkine (d'après l'œuvre d'Henri Troyat), téléfilm de Jean-Paul Roux : Frida
- 1972 : La Vie et la Passion de Dodin-Bouffant de Edmond Tiborovsky
- 1974 : Ici peut-être de Gérard Chouchan
- 1974 : Le Pain noir de Serge Moati
- 1975 : Une vieille maîtresse de Jacques Trébouta
- 1976 : Les Nouveaux Vampires de Claude Barma
- 1976 : Un été à Vallon de Jean-Daniel Simon
- 1977 : La Mort amoureuse de Jacques Ertaud
- 1979 : Aujourd'hui deux femmes de Daniel Moosmann
- 1980 : Ça va ? Ça va ! de Jacques Krier
- 1981 : L'Examen de Jean-Daniel Simon
- 1982 : Le Village sur la colline d'Yves Laumet : Marie
- 1990 : La Bonne Âme du Se-Tchouan, d'après Bertolt Brecht
- 1991 : Les Enfants de la plage de Williams Crépin
- 1991 : Le Miel amer de Maurice Frydland
- 1993 : Le Vin qui tue de Josée Dayan
- 1994 : L’Ancre de miséricorde de Bernard d’Abrigeon
- 1994 : L'Été de Zora de Marc Rivière
- 1994 : Rêveuse Jeunesse de Nadine Trintignant
- 1996 : Un drôle de cadeau de Daniel Losset
- 1996 : L'Amerloque de Jean-Claude Sussfeld
- 2001 : Paranoïa de Patrick Poubel
- 2001 : Jalousie de Marco Pauly
- 2003 : Les Enfants de Charlotte de François Luciani
- 2003 : Orage de Peter Kassovitz
- 2004 : L'Homme qui venait d'ailleurs de François Luciani
- 2005 : Gris blanc de Karim Dridi
- 2007 : Le Sang noir de Peter Kassovitz : Maïa
- 2007 : Le Voyageur de la Toussaint de Philippe Laïk
- 2008 : Sous les vents de Neptune de Josée Dayan
- 2009 : La mort n'oublie personne de Laurent Heynemann
- 2010 : La Vie devant soi de Myriam Boyer
- 2016 : La Femme aux cheveux rouges de Thierry Peythieu

##### Séries télévisées
- 1968 : Les Cinq Dernières Minutes, épisode Les Enfants du faubourg de Claude Loursais
- 1971 : Les Enquêtes du commissaire Maigret de René Lucot, épisode Maigret et le Fantôme
- 1972 : Les Évasions célèbres : épisode Latude ou L'Entêtement de vivre : Charlotte
- 1974 : Les Brigades du Tigre, épisode La Confrérie des loups de Victor Vicas
- 1977 : Dossiers : Danger, épisode Il ne manque que vous de Claude Barma
- 1985 : Julien Fontanes, magistrat, épisode Mélanie sans adieu de Daniel Moosmann
- 1989 : Pause café, épisode L'Argent de la drogue de Serge Leroy
- 1992 : Maigret, épisode Maigret et la Nuit du carrefour d'Alain Tasma
- 1993 : Le JAP, juge d'application des peines, épisode Tirez sur le lampiste de Josée Dayan
- 1995 : Les Cinq Dernières Minutes, épisode Mort d'un géant de Pascal Goethals
- 1996 : Julie Lescaut, épisode La Fête des mères de Josée Dayan: Léa
- 1996 : Le RIF, épisode L'Île des loups de Michel Andrieu
- 1998 : L'Instit, épisode Le Chemin des étoiles (4.08) de Claudio Tonetti : Thérèse
- 2006 : Fabien Cosma, épisode Sous surveillance de Jean-Claude Sussfeld
- 2016 : Chefs d'Arnaud Malherbe et Clovis Cornillac  (saison 2)
- 2019 : Capitaine Marleau, épisode Le Grand huit de Josée Dayan
- 2020 : Le Voyageur de Stéphanie Murat
- 2024 : Brigade anonyme de Julien Seri : Maddy Castaneda

#### En tant que réalisatrice
- 2010 : La Vie devant soi, d'après Romain Gary

## Distinctions

### Récompenses
- Prix du syndicat de la critique 1983 : Prix de la révélation théâtrale de l'année pour Combat de nègre et de chiens
- Molières 1997 : Molière de la comédienne pour Qui a peur de Virginia Woolf ?
- Molières 2008 : Molière de la comédienne pour La Vie devant soi
- Prix du Syndicat de la critique 1996 : meilleure comédienne pour Le Retour au désert
- Independent Shorts Awards 2022 : Meilleure actrice dans un second rôle pour Jeanne

### Nominations
- César du cinéma 1980 : Meilleure actrice dans un second rôle pour Série noire
- Molières 1992 : Molière de la comédienne dans un second rôle pour Roberto Zucco
- César du cinéma 1994 : Meilleure actrice dans un second rôle pour Un, deux, trois, soleil
- Molières 2005 : Molière de la comédienne pour Je viens d'un pays de neige
- Molières 2015 : Molière de la comédienne dans un spectacle de théâtre privé pour Chère Elena

### Décorations
- Officier de la Légion d'honneur[8].